# Orlando Rodrigues
Orlando Rodrigues (torres vedras, 21 de Outubro de 1969) é ciclista português, profissional de 1990 a 2003  venceu a Volta a Portugal em 1994 e 1995, foi um ciclista completo.

## Participações com maior destaque
- 2 Jogos Olímpicos Atlanta 1996 e Sydney 2000;

- 4 Campeonatos do mundo; 4 Voltas a França (1996 a 1998 e 2000);

- 7 Voltas a Espanha (1992 a 1997 e 1999); 3 Voltas a Itália  (1993, 1999 e 2000);

- 10 Voltas a Portugal (1991 a 1995; 1998;1999; 2001 a 2003)

## Carreira desportiva
- 1990, Notai - Clube Desportivo Os Águias
- 1991, Ruquita-Feirense, Portugal
- 1992, Sicasal-Acral, Portugal
- 1993, Sicasal-Acral, Portugal
- 1994, Artiach, Espanha
- 1995, Artiach, Espanha
- 1996, Banesto, Espanha
- 1997, Banesto, Espanha
- 1998, Banesto, Espanha
- 1999, Banesto, Espanha
- 2000, Banesto, Espanha
- 2001, LA-Pecol, Portugal
- 2002, LA-Pecol, Portugal
- 2003, LA-Pecol, Portugal

## Palmarés
- 1994, venceu a Volta a Portugal + 1 etapa
- 1995, venceu a Volta a Portugal + 1 etapa
- 1994, Campeão Nacional
- 1994, venceu Circuito de Getxo
- 1995, venceu Grande Prêmio Torres Vedras-Troféu Joaquim Agostinho
- 1989, venceu, classificação da juventude Volta ao Algarve
- 1989,  venceu, 4ª etapa parte B Volta ao Algarve
- 1989,  venceu, 2ª etapa parte A Volta ao Alentejo
- 1990,  venceu, Clássica de Vila Franca de Xira
- 1991,  venceu, 12ª etapa Grande Prémio 'O Jogo
- 1991,  venceu, 3ª etapa parte a Grande Prémio do Minho
- 1991,   venceu, 5ª etapa Grande Prémio Tensai
- 1991,   venceu, 6ª etapa Volta a Murtosa
- 1991,   venceu, 15ª etapa, Volta a Portugal
- 1991,   venceu, 13ª etapa parte b,Volta a Portugal
- 1992 ,  venceu, 3ª etapa GP Abimota
- 1993,   venceu, 4ª etapa Grande Prémio Jornal de Notícias
- 1993,   venceu, Classificação do combinado Volta a Portugal
- 1994,   venceu, Circuito de São Bernardo, Alcobaça
- 1994,   venceu, 6ª etapa  Grande Prêmio Torres Vedras-Troféu Joaquim Agostinho
- 1995,   venceu, GP Sport Noticias
- 1995,   venceu, Grande Prêmio Torres Vedras-Troféu Joaquim Agostinho
- 1997,   venceu, 1ª etapa G.P. Portugal Telecom
- 1998,   venceu, 5ª etapa Grande Prémio Jornal de Notícias
- 2001,   venceu, 2ª etapa GP R.L.V.T., Setúbal
- 2001,   venceu, Circuito da Malveira
- 2002,   venceu, Clássica de Alcochete
- 2003,   venceu, Circuito de São Bernardo